# Legitimnost
Legitimnost označava da je vlast priznata od strane stanovništva jedne države, tj. da je oni podržavaju ili je smatraju nužnom za održanje društvene zajednice. Prema gledištu političke sociologije svaka je vlast legitimna, no ipak postoje izuezeci kao uzurpacija, diktatura i tiranija. 
 
U antici se za legitimnost koristio pojam pravednosti, koji je po Platonu pravedna raspodjela rada po ljudskim sposobnostima, odn. da svaki čovjek radi za što je sposoban.

Nadalje Thomas Hobbes ne prihvaća legitimnost kao stvar pravednosti. On prema svojoj teoriji društvenog ugovora kaže da je vlast opravdana ako je nužna (zbog ukidanja "prirodnog stanja"), jer ljudi dobrovoljno potpisuju "ugovor" i s tim potpisom opravdavaju vlast. Jednom kada se ugovor potpiše ne može biti povučen ili rastavljen.

Demokratska legitimnost započinje u doba Francuske revolucije, a utemeljitelj je Jean-Jacques Rousseau. Naime legitimnost vlasti proizlazi iz volje naroda, odn. državna vlast vrši volju naroda (jer je narod suveren) i takav oblik vladavine je najbolji jer mu je svrha opća dobrobit.
S obzirom na legitimnost, Max Weber razlikuje tri tipa vlasti:
- tradicionalna
- karizmatična
- racionalno-legalna

Tradicionalna vlast temelji svoju legitimnost na tradiji odn. običajima. Primjer za takvu vrstu legitimnosti su otac u obitelji (pater familias), gradske starješine, crkveni vjerodostojnici i na kraju i sam kralj odn. vladar. Ova legitimnost je prihvaćena po principu "jer tako to mora biti".

Karizmatična vlast temelji svoju legitimnost na izvanrednim sposobnostima (moćima) svoga vođe odn. smatra se da je odabrani prorok koji je poslan na Zemlju da izvrši svoju misiju. Karakteristična obilježja za takvu vrstu vlasti su magijski rituali i obredi. Za vrijeme 20. st. javljaju se takve vlasti u nacističkoj Njemačkoj (Hitler = Führer) i Italiji (Mussolini = Duce). Karakteristično je da su takvi ljudi uglavnom duhovne vođe ili proroci, te u 20. st. ih nazivamo diktatorima koji umjesto demokracije uvode totalitarni poredak.

Postoji i neka vrsta vlasti između tradicionalne i karizmatične, a karakteristična je za države Dalekog istoka kao Kinu ili Egipat (faraoni).

Karakteristično za karizmatičnu vlast jest da se ne može dugo održati na vlasti tj. nestabilna je jer često proizlazi iz kolektivne histerije, te uvijek nakon nje dolazi do insitucionalizacije vlasti odn. do racionalno-legalne vlasti.

Racionalno-legalna vlast temelji svoju legitimnost na poštovanju općih pravila, zakona i ustava (načelo legalnosti). Nositelji vlasti na svoje položaje došli su putem propisanih pravila u zakonima, i zbog toga su legitimno prihvaćeni. Takva vlast je impersonalna.
Nicholas Luhmann svoju definiciju legitimnosti iznosi kao "pitanje postupka", što znači da se vlasti, svaki puta nakon donošenja nekog akta ili postupka, preispituje njezina legitimnost. Naravno njezini nositelji došli su na vlast putem izbora odn. pravnim putem.

## Prisila
Za razliku od legitimnosti postoji i prisila, što znači da se vlast ne prihvaća dobrovoljno, već na silu. Aparat prisile će kazniti svakoga tko prekrši odredbe koje je propisala vlast, iz toga izlazi strah od države, odnosno vlasti. No sad se postavlja pitanje jel li nužna prisila za provođenje prava? Po starijoj teoriji odgovor je potvrdan, ali danas se sve više teži državnom konsenzusu. To znači da građani ne samo da državu prihvaćaju kao nužno zlo i strah od kazni, nego kao i instituciji opće i pojedinačne dobrobiti i interesa.